# Clubul Sportiv Minerul Lupeni
Il Clubul Sportiv Minerul Lupeni, meglio conosciuto come Minerul Lupeni era una società di calcio romena, con sede a Lupeni.

## Storia
La squadra venne fondato nel 1920 con il nome Jiul Lupeni. Nella stagione 1927-1928 ha raggiunto la finale del massimo campionato romeno, perdendola contro il Colțea Brașov per 3-2. Questo secondo posto è stato il miglior piazzamento ottenuto nella storia del club.
Dal 1932 la squadra assume il nome di Minerul Lupeni. Cambia ancora nome in Partizanul dal 1950, per poi divenire nel biennio tra il 1951 ed il 1952 Flacăra, tornare tra il 1953 e il 1956 Minerul, cambiare tra il 1956-1957 Energia ed infine, dal 1958, nuovamente Minerul.
Nella Divizia A 1959-1960 è nuovamente nella massima serie romena, restandovi fino alla stagione 1962-1963. La squadra ha poi continuato a militare tra la terza e seconda serie della piramide calcistica romena prima di ritirarsi dai campionati nell'ottobre 2010.
Nel 2021 viene fondato il Clubul Sportiv Viitorul Minerul Lupeni per riprenderne l'eredità calcistica.